# 八千代の丘美術館
八千代の丘美術館（やちよのおかびじゅつかん）は、広島県安芸高田市の南西部の芸術農園「四季の里」と呼ばれる小高い丘に建つ、自然に囲まれた美術館。

## 概要
15棟のギャラリー（アトリエ付）を合わせた生涯学習施設として運営するのが特徴。「広島の芸術文化を生かし育てる拠点作り」を目的とし、1棟1名の芸術家の個展形式で展示する。1つの独立したギャラリーで、個性を十分に発揮する意図と、鑑賞者に1棟ごとにひとつの感動を得られるように配慮がなされている。入館している作品は、特に広島在住の作家のものに限定され、作家選定審査会によって選考される。市民ギャラリーと研修室を併設している。ギャラリーは、絵画、デザイン、写真、彫刻、陶芸、書、手工芸作品などの、展示スペースや活動の場として利用できる。その際に研修室は、ワークショップや講演会の会場として使用することができる。
2022年3月19日から休館となった。

## 展示内容
洋画、日本画、陶芸、彫刻、現代アート、刀剣、染色等

## 館内施設

### 市民ギャラリー
絵画、デザイン、写真、彫刻、陶芸、書、手工芸作品などの展示スペース

料金（市民ギャラリー）
安芸高田市民 / 無料
その他の作者 / 1単位（10日間）20,000円（税込）

## 企画展
15棟の展示棟のうちの中央に位置するH棟特別企画展示室で、企画展を随時開催している。

## 展示方針
入館作家の期限は、原則として1年間とし展示作品の入れ替えは、原則として年3回とされる。

## 教育サービス活動
入館作家によるワークショップや公開講座などを随時開催する

## 開館時間・休館日

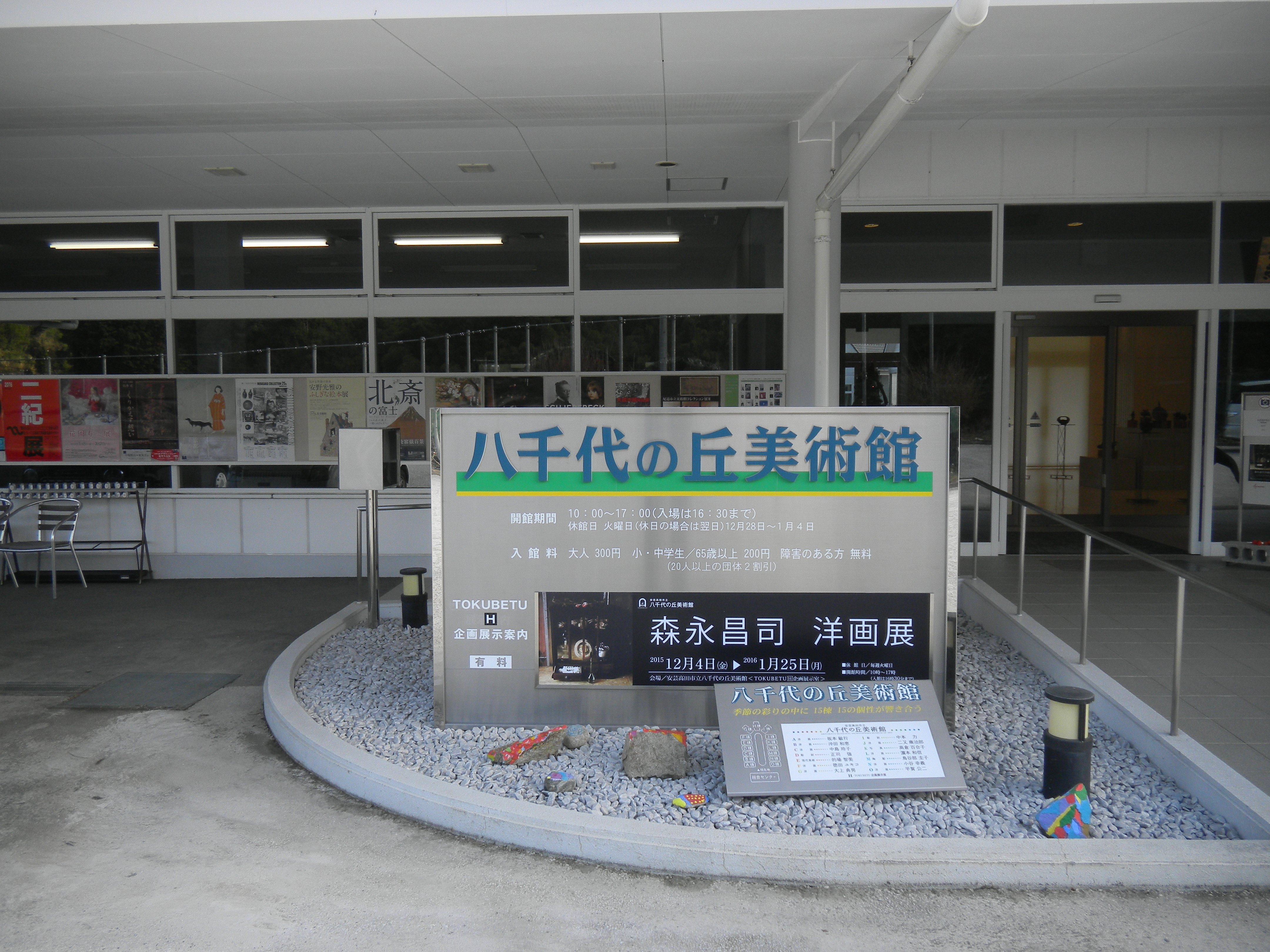
八千代の丘美術館正面

開館/10:00-17:00（入館は16:30まで） 

休館日/毎週火曜日（火曜日が祝日の場合は開館、翌日休館日）
12月28日 - 1月4日 

## 入館料
全15棟一括
一般/300円・65歳以上/200円・小中学生/200円

障害者手帳を持っている場合（介助者を含む）/無料
団体（20人以上）
一般/240円・65歳以上/160円・小中学生/160円
市民ギャラリー
無料

## バリアフリー設備
盲導犬の受け入れ、車椅子対応トイレ、車椅子対応スロープ、車椅子対応レストラン

## 駐車場
無料・大型バス可

## アクセス
- 中国縦貫自動車道千代田ICから車で約20分